# Giulio Bellini
Giulio Bellini (Galeata, 25 novembre 1926 – 29 gennaio 1988) è stato un politico italiano.

## Biografia
Dal 1972 è presidente della Lega Provinciale delle Cooperative di Ferrara, dal 1974 diventa anche il primo Presidente della Coopcostruttori. Ha presieduto anche la Coop Agricola Braccianti Filo.
Viene eletto alla Camera dei Deputati nel 1979 con il Partito Comunista Italiano nella Circoscrizione Bologna-Ferrara-Ravenna-Forlì, venendo poi riconfermato anche dopo le elezioni politiche del 1983, restando quindi a Montecitorio fino al 1987.
Si è spento nel 1988 all'età di 61 anni.
Suo figlio Giorgio è stato sindaco di Argenta dal 2004 al 2009.